# Édouard Grar
Édouard Grar, né le 14 septembre 1804 à Valenciennes et mort le 29 décembre 1878 à Saint-Saulve, est un avocat, littérateur et historien français. Devenu avocat, il ouvre un cours de droit commercial qu'il professe durant deux années. Il est ensuite secrétaire général de la Société d'agriculture à partir de sa création en 1831, il en devient le président à partir de 1844.
Il publie Histoire de la recherche, de la découverte et de l'exploitation de la houille dans le Hainaut français, dans la Flandre française et dans l'Artois, 1716-1791 en trois tomes, de 1847 à 1850, ce qui lui vaut notamment en 1855 une mention honorable à l'Académie des sciences. Cette œuvre est une étude complète de l'exploitation du bassin minier du Nord-Pas-de-Calais (alors limité au valenciennois) au XIXe siècle.

## Biographie
Édouard Grar naît le 14 septembre 1804 à Valenciennes, dans le département du Nord, en France.
Littérateur, il devient avocat, et ouvre dans sa ville natale un cours de droit commercial, qu'il a professé pendant deux années. Il a constamment partagé ou dirigé les travaux de la Société d'agriculture, dont il a été le secrétaire général depuis sa création en 1831, et dont il est devenu le président depuis 1844. Il a été décoré de la Légion d'honneur le 10 juillet 1855.
Histoire de la recherche, de la découverte et de l'exploitation de la houille dans le Hainaut français, dans la Flandre française et dans l'Artois, 1716-1791, publié en trois tomes entre 1847 et 1850, a obtenu, en 1855, une mention honorable à l'Académie des sciences, et de nombreux travaux d'histoire et d'économie rurale. Il a également rédigé La Flandre agricole et manufacturière, un recueil périodique en trois volumes de 1835 avec Numa Grar.
Édouard Grar meurt le 29 décembre 1878 à Saint-Saulve, près de Valenciennes.

## Publications
- Édouard Grar, Note sur la découverte de la houille dans l'arrondissement de Valenciennes, Valenciennes, Imprimerie de A. Prignet, 1843, 14 p. (BNF 30534947, lire en ligne).
- Édouard Grar, Histoire de la recherche, de la découverte et de l'exploitation de la houille dans le Hainaut français, dans la Flandre française et dans l'Artois, 1716-1791, t. I, Impr. de A. Prignet, Valenciennes, 1847, 400 p. (lire en ligne)
- Édouard Grar, Histoire de la recherche, de la découverte et de l'exploitation de la houille dans le Hainaut français, dans la Flandre française et dans l'Artois, 1716-1791, t. II, Impr. de A. Prignet, Valenciennes, 1848, 371 p. (lire en ligne) . Texte en ligne disponible sur LillOnum
- Édouard Grar, Histoire de la recherche, de la découverte et de l'exploitation de la houille dans le Hainaut français, dans la Flandre française et dans l'Artois, 1716-1791, t. III, Impr. de A. Prignet, Valenciennes, 1850, 311 p. (lire en ligne)